# Helluapterus
Helluapterus niger es una  especie de coleóptero adéfago de la familia Carabidae y el único miembro del género monotípico Helluapterus.